# Kerygma und Dogma
Kerygma und Dogma. Zeitschrift für theologische Forschung und kirchliche Lehre (dal tedesco: "Kerygma e Dogma. Rivista per la ricerca teologica e l'insegnamento ecclesiastico"), abbreviato come Kerygma und Dogma o anche  KuD, è una rivista tradizionale nel campo della teologia luterana fondata nel 1955 con la collaborazione di Wilfried Joest. 
Il comitato di redazione internazionale è impegnato nel collegamento tra teologia accademica, azione ecclesiale e dialogo ecumenica. La rivista è attualmente diretta da Andreas Schüle.
La periodicità è trimestrale e la pubblicazione è edita dalla Vandenhoeck & Ruprecht.

## Descrizione
Il kerygma si riferisce all'annuncio dato al battezzando della Chiesa luterana; il dogma è una dottrina considerata vera e rilevante in riferimento alla Rivelazione divina, all'autorità della comunità ecclesiale o dell'insegnamento della Chiesa.
La rivista ha pubblicato molte ricerche su questioni teologiche fondamentali riguardanti la teodicea, la predestinazione e l'escatologia, il dialogo con Dio, l'autocoscienza di Gesù, la presenza di Cristo, la Chiesa di Cristo e i suoi limiti, il battesimo, la Cena del Signore e il suo ministero.
La prima edizione si aprì con l'articolo riveduto e ampliato Weisheit und Torheit ("Saggezza e follia") di Edmund Schlink (uno degli insegnanti di Joest), che aveva tenuto come discorso inaugurale del suo rettorato. Il saggio di Joest dello stesso numero sulla formula luterana simul iustus et peccator fu molto acclamato.
Alcuni degli articoli di Schlink per la KuD erano lavori preparatori per il Religion in Geschichte und Gegenwart.
Nel 1967, la rivista fu trasformata in un organo teologico di punta del luteranesimo, mondiale, distribuito in molti Paesi del mondo.
Nel 2005, la KuD presentò una panoramica dello stato del dibattito sulla gestione delle Sacre Scritture da parte di quello che definiscono come fondamentalismo.

## Redattori
Wilfried Joest è stato uno dei redattori fin dalla fondazione della rivista e ne ha definito le caratteristiche. È stato anche caporedattore fino al 1976. Il comitato editoriale è stato così composto nel corso degli anni:
- 1955: Wilfried Joest (caporedattore), G. Gloege (Jena); R. Prenter (Aarhus); Edmund Schlink (comitato editoriale)[12];
- 1960: Wilfried Joest (caporedattore), Georg Merz (1892-1959)[13];
- 1967: Wilfried Joest (caporedattore), Gerhard Gloege, Franz Lau, Regin Prenter, Edmund Schlinkk[14];
- 1987: Wilfried Joest[15];
- 1990: Wilfried Joest, Reinhard Slenczka, Theodor Jørgensen[16];
- 1993: Wilfried Joest, Reinhard Slenczka, Ulrich Kühn, Wolfhart Pannenberg, Lothar Perlitt[17];
- 2011: Christine Axt-Piscalar, Michael Herbst, Theodor Jørgensen, Martin Karrer, Rüdiger Lux, Martin Ohst, Gunther Wenz (comitato editoriale)[18];
- 2016: Christine Axt-Piscalar, Alexander Deeg, Michael P. DeJonge, Uta Heil, Markus Mühling, Martin Karrer, Kirsten Busch Nielsen, Martin Ohst, Andreas Schüle, Michael Tilly, Christiane Tietz, Olli-Pekka Vainio;
- dal 2023: Andreas Schüle (caporedattore), Christine Axt-Piscalar, Alexander Deeg, Michael P. DeJonge, Uta Heil, Markus Mühling, Martin Karrer, Kirsten Busch Nielsen, Martin Ohst, Michael Tilly, Christiane Tietz, Olli-Pekka Vainio.